# Municipio de Tennessee (Illinois)
El municipio de Tennessee (en inglés: Tennessee Township) es un municipio ubicado en el condado de McDonough en el estado estadounidense de Illinois. En el año 2010 tenía una población de 336 habitantes y una densidad poblacional de 4,53 personas por km².

## Geografía
El municipio de Tennessee se encuentra ubicado en las coordenadas 40°25′11″N 90°51′29″O / 40.41972, -90.85806. Según la Oficina del Censo de los Estados Unidos, el municipio tiene una superficie total de 74.21 km², de la cual 74,18 km² corresponden a tierra firme y (0,03 %) 0,02 km² es agua.

## Demografía
Según el censo de 2010, había 336 personas residiendo en el municipio de Tennessee. La densidad de población era de 4,53 hab./km². De los 336 habitantes, el municipio de Tennessee estaba compuesto por el 97,02 % blancos, el 0,6 % eran afroamericanos, el 0,3 % eran amerindios y el 2,08 % eran de una mezcla de razas. Del total de la población el 0,6 % eran hispanos o latinos de cualquier raza.